# 世新大學
世新大學（英語：Shih Hsin University），簡稱世新，英文簡稱SHU，是一所1956年創立的臺灣私立教學型大學，創辦人為成舍我。世新共5個學院，主要聚焦於新聞媒體以及广播2大領域的人才培育與發展，現為優久大學聯盟和大文山大學社會責任聯盟的成員學校。

## 校史沿革
世界新聞職業學校於1956年創辦，創始人成舍我擔任校長，最初設有編輯採訪科。1960年，學校升格為專科學校，設立了新聞相關科系。隨著新聞產業的演變，學校在1962年至1976年間增設了多個科系，包括報業行政、廣播電視、公共關係、圖書資料、電影製作（台灣首個）和觀光宣導等。
1991年，學校進一步發展為世界新聞傳播學院，新增新聞學、公共傳播、視聽傳播、印刷攝影和傳播管理等學系，並於1992年至1996年逐步增設口語傳播、社會心理學、經濟學、圖書資訊、財務金融、行政管理和法律學系。
1997年，學院升格為世新大學，增設了四個學院：新聞傳播學院、管理學院、人文社會學院和法學院，並陸續開設了英語、社會發展、中國文學、法律和經濟等學系的碩士和博士課程。2000年代初，學校進一步增設了數位媒體設計、性別研究等新興學系和研究所。
至2023年，世新大學進行了一系列的調整和重組，包括合併數位媒體設計學系的動畫和遊戲組，以及停招中國文學系和智慧財產暨傳播科技法律研究所的碩士和博士課程。在這期間，學校也創立了多個新的學位課程，如全媒體學士學位學程、非營利與社會企業碩士在職學位學程等。2022年8月1日，陳清河接任為第10任校長。

## 排名與交流

### 國內評價
- 連續13年入選教育部獎勵大學教學卓越計畫
- 入選教育部高等教育深耕計畫
- 2020年遠見雜誌全臺大學評鑑，世新名列「文法商大學30強」第22名[9]
- 2020年Cheers快樂工作人雜誌調查企業最愛大學生、碩士生，世新分別名列私立大學第12名及大專院校第7名[10][11]
- 2023年全國高級中學家長大聯盟讚揚世新大學為傳播教育龍頭，擁有同步好萊塢的先進技術，與沉浸式的虛擬攝製流程以及人才培育受各界賞識與讚譽。[12]

#### 優久大學聯盟
前身為東吳大學2012年發起的北區私立大學交流平台，爾後陸續有大同、北醫大、中原、逢甲、靜宜等校加入，遂於2018年更名為「優久大學聯盟」。各校以其特色相互交流，共享教育資源、觀念、策略，達到校際合作和資源節約之效益。

### CNN夥伴學校
2019年3月，世新宣布成為美國有線電視新聞網（CNN）在臺首間締結合作關係的大學，根據協定，CNN除提供業界規格即時資料庫作為學校教學素材，也提供學生赴美總部研習機會。

## 組織

### 教學及研究單位
學：學士班、學士後：進修學士專班
碩：碩士班、碩在職：碩士在職專班
博：博士班
| 新聞傳播學院 | 傳播博士學位學程                          | 新聞學系（學、碩）                   |
| 新聞傳播學院 | 口語傳播暨社群媒體學系 （學、碩、碩在職） | 公共關係暨廣告學系（學、碩、碩在職） |
| 新聞傳播學院 | 資訊傳播學系（學、碩、碩在職）            | 圖文傳播學系（學、碩）               |
| 新聞傳播學院 | 廣播電視電影學系（學、碩、碩在職）        | 數位多媒體設計學系（學、碩）         |
| 新聞傳播學院 | 傳播管理學系（學、碩、碩在職）            | 全媒體學士學位學程                   |
| 新聞傳播學院 | 影視進修學士學位學程                      |                                      |
| 研究中心     | 數位創意設計中心                          | 數位攝影暨輸出中心                   |
| 研究中心     | 數位敘事教學研究中心                      |                                      |

| 管理學院 | 資訊管理學系（學、碩、碩在職）     | 財務金融學系（學、碩、碩在職） |
| 管理學院 | 行政管理學系（學、碩、碩在職、博） | 觀光學系（學、碩、碩在職）     |
| 管理學院 | 經濟學系（學、碩）                 | 企業管理學系（學、碩、碩在職） |
| 管理學院 | 非營利與社會企業碩士在職學位學程   |                                |
| 研究中心 | 雲端暨智能物聯網研究中心           | 大數據暨智慧企業研究中心       |
| 研究中心 | 人工智慧暨科技生活研究中心         |                                |

| 人文社會學院 | 社會心理學系（學、碩） | 英語暨傳播應用學系（學） |
| 人文社會學院 | 中國文學系（學）       | 日本語文學系（學）       |
| 人文社會學院 | 性別研究所（碩）       | 社會發展研究所（碩）     |
| 人文社會學院 | 外語教學中心           | 華語文教學中心           |
| 研究中心     | 社區創想中心           |                          |

| 法律學院 | 法律學系（學、學士後、碩、碩在職） |            |
| 研究中心 | 民事法中心                         | 刑事法中心 |
| 研究中心 | 公法中心                           | 科傳法中心 |
| 研究中心 | 財經法中心                         | 智財法中心 |
| 研究中心 | 法學與智慧財產權資料中心           |            |
| 出版刊物 | 世新法學                           |            |

| 上海學院 | 傳播管理碩士在職專班       | 企業管理碩士在職專班 |
| 上海學院 | 公共關係暨廣告碩士在職專班 |                      |

| 共同課程委員會 | 通識教育中心 | 體育室 |
| 共同課程委員會 | 軍訓室       |        |

### 學產研究中心
| - 公共管理顧問中心（隸屬行政管理學系） | - 性別平等教育中心 | - 原住民族文化傳播暨發展中心       |
| - 傳播產業研究中心（隸屬新聞傳播學院） | - 台灣人權研究中心 | - 媒體識讀中心（隸屬新聞傳播學院） |

### 實習部門
| - 世新電臺 | - 全媒體中心 | - 智能攝影基地       |
| - 立報傳媒 | - 小世界周報 | - 知識經濟發展研究院 |

### 行政單位
- 行政單位多位於行政大樓內，負責綜理學校行政管理及學生事務。另在地下一樓設有郵局、7-Eleven與摩斯漢堡等。

| 行政單位 | 校長室           | 副校長室     |
| 行政單位 | 教務處           | 學務處       |
| 行政單位 | 總務處           | 研究發展處   |
| 行政單位 | 產學合作處       | 圖書資訊處   |
| 行政單位 | 國際事務處       | 兩岸事務處   |
| 行政單位 | 圖書館           | 終身教育學院 |
| 行政單位 | 舍我紀念館       | 人事室       |
| 行政單位 | 秘書室           | 會計室       |
| 行政單位 | 稽核室           | 公共事務室   |
| 行政單位 | 社會資源發展中心 |              |

## 教學相關

### 學制
| 學制                | 修業年限      | 授予學位 |
| ------------------- | ------------- | -------- |
| 學士班 進修學士專班 | 4－6年 1－4年 | 學士     |
| 碩士班 碩士在職專班 | 1－4年 2－5年 | 碩士     |
| 博士班              | 2－7年        | 博士     |

### 學術倫理
世新根據「科技部對研究人員學術倫理規範」、「科技部學術倫理案件處理及審議要點」和「專科以上學校學術倫理案件處理原則」訂定學術倫理管理及自律要點，並依要點另訂學生違反學術倫理案件處理辦法。若涉及造假、變造、抄襲、他人代寫等，經學術倫理委員會調查情節重大者，將被公告註銷學位，且通報國家圖書館及各學術機構。

### 院系所更名
| 年     | 舊名稱                                  | 新名稱                            | 來源   |
| ------ | --------------------------------------- | --------------------------------- | ------ |
| 1994年 | 印刷攝影系                              | 平面傳播科技學系                  |        |
| 1996年 | 新聞學系 編輯翻譯組                     | 新聞學系 國際傳播組               |        |
| 1997年 | 視聽傳播學系                            | 廣播電視電影學系                  |        |
| 2001年 | 圖書資訊學系                            | 資訊傳播學系                      |        |
| 2002年 | 公共關係學系                            | 公共關係暨廣告學系                |        |
| 2004年 | 平面傳播科技學系                        | 圖文傳播暨數位出版學系            |        |
| 2012年 | 傳播研究所博士班                        | 傳播博士學位學程                  |        |
| 2014年 | 智慧財產權研究所                        | 智慧財產權法律研究所              |        |
| 2018年 | 法學院                                  | 法律學院                          |        |
| 2018年 | 智慧財產權法律研究所                    | 智慧財產暨傳播科技法律研究所      |        |
| 2020年 | 口語傳播學系                            | 口語傳播暨社群媒體學系            | [ 18 ] |
| 2021年 | 英語學系                                | 英語暨傳播應用學系                | [ 19 ] |
| 2021年 | 資訊管理學系網路科技組                  | 資訊管理學系智慧網路應用組        |        |
| 2023年 | 圖文傳播暨數位出版學系                  | 圖文傳播學系                      | [ 20 ] |
| 2025年 | 廣播電視電影學系 廣播組                 | 廣播電視電影學系 廣播與聲音設計組 | [ 21 ] |
| 2025年 | 資訊管理學系 資訊科技組／智慧網路應用組 | 資訊管理學系 人工智慧暨科技傳播組 |        |

## 歷任校長
| 任別 | 姓名   | 任期              | 備註                                                                                        |
| ---- | ------ | ----------------- | ------------------------------------------------------------------------------------------- |
| 1    | 成舍我 | 1956年－1975年    | 創辦人兼任                                                                                  |
| 2    | 洪為溥 | 1975年－1980年    | 任內改制為專科學校                                                                          |
| 3    | 周良彥 | 1980年－1981年    |                                                                                             |
| 4    | 張凱元 | 1981年－1990年    |                                                                                             |
| 5    | 林念生 | 1990年－1991年    |                                                                                             |
| 6    | 成嘉玲 | 1991年－2001年    | 任內改名為世新大學；前財團法人世新大學董事長                                                |
| 7    | 牟宗燦 | 2001年－2008年    | 國立東華大學創校校長                                                                        |
| 8    | 賴鼎銘 | 2008年－2014年    | 曾任世新大學圖書館館長、教務長 第六屆監察委員                                               |
| 9    | 吳永乾 | 2014年－2022年7月 | 曾任世新學務長、終身教育學院院長 中國大陸瀋陽市調解委員                                     |
| 10   | 陳清河 | 2022年8月－至今   | 首位出任校長的世新校友（廣播電視電影學系畢） 曾任世新副校長、台視董事長以及多家企業獨立董事 |

## 校園環境

### 建築

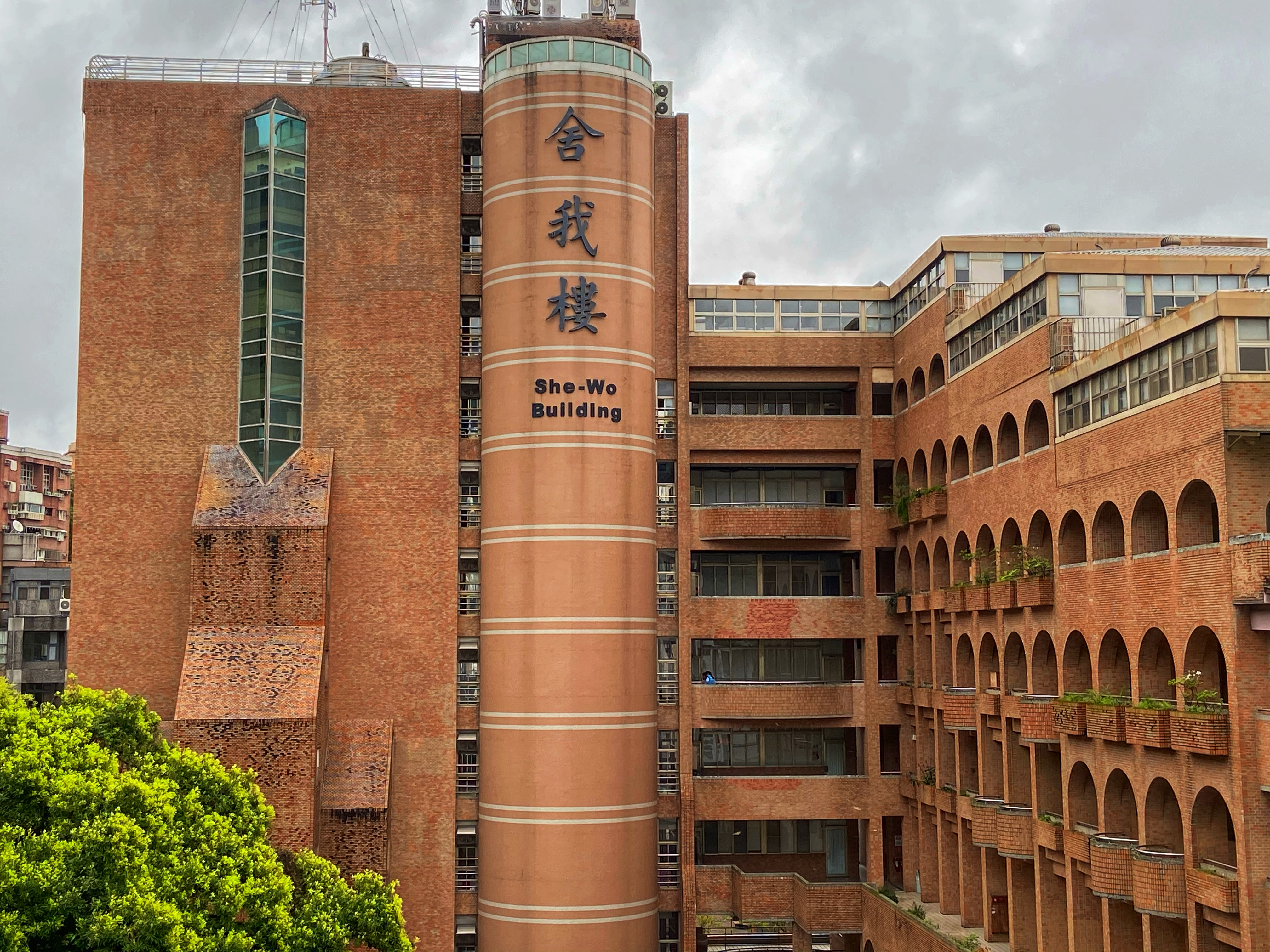
舍我樓

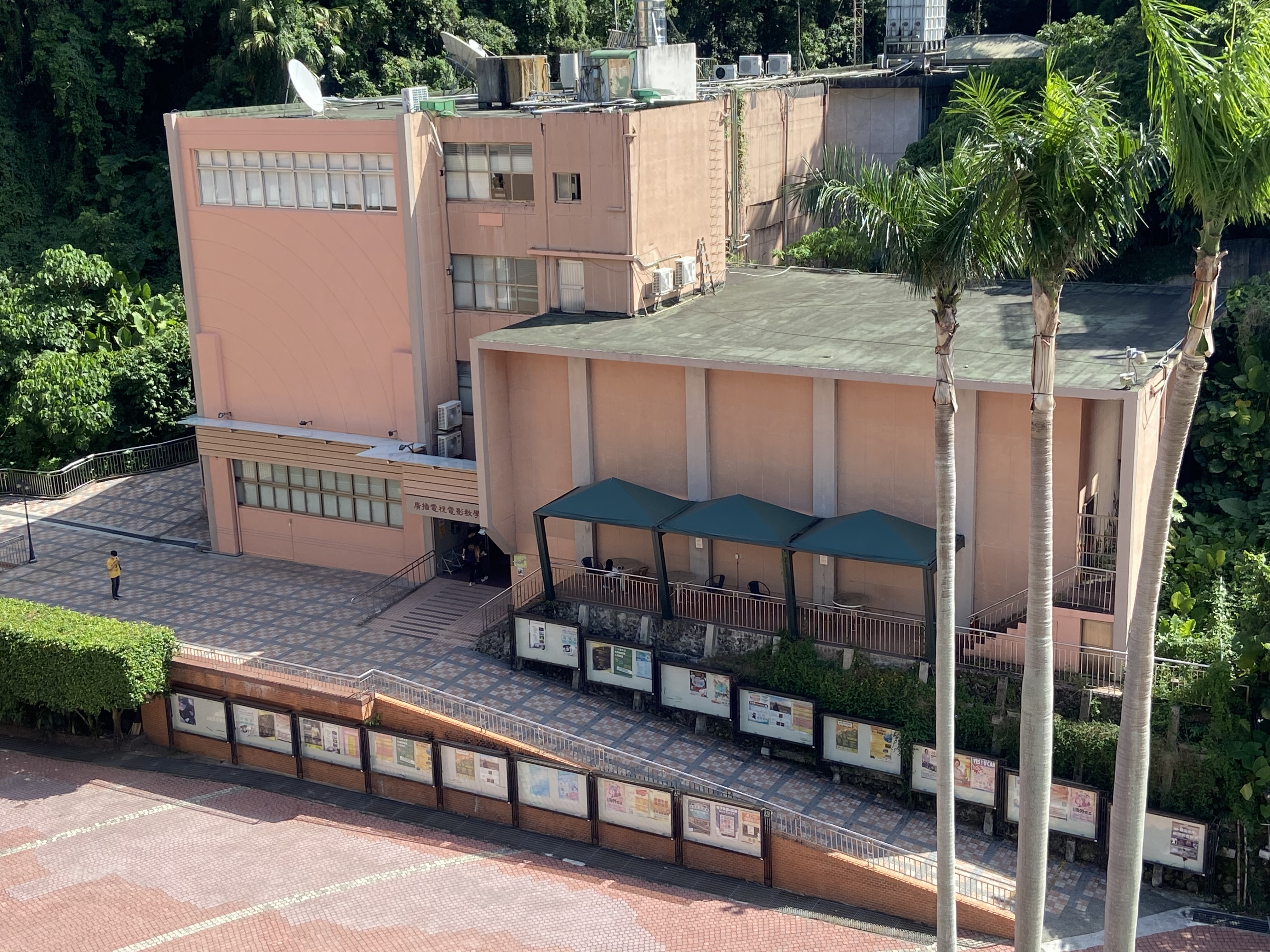
廣播電視教學中心

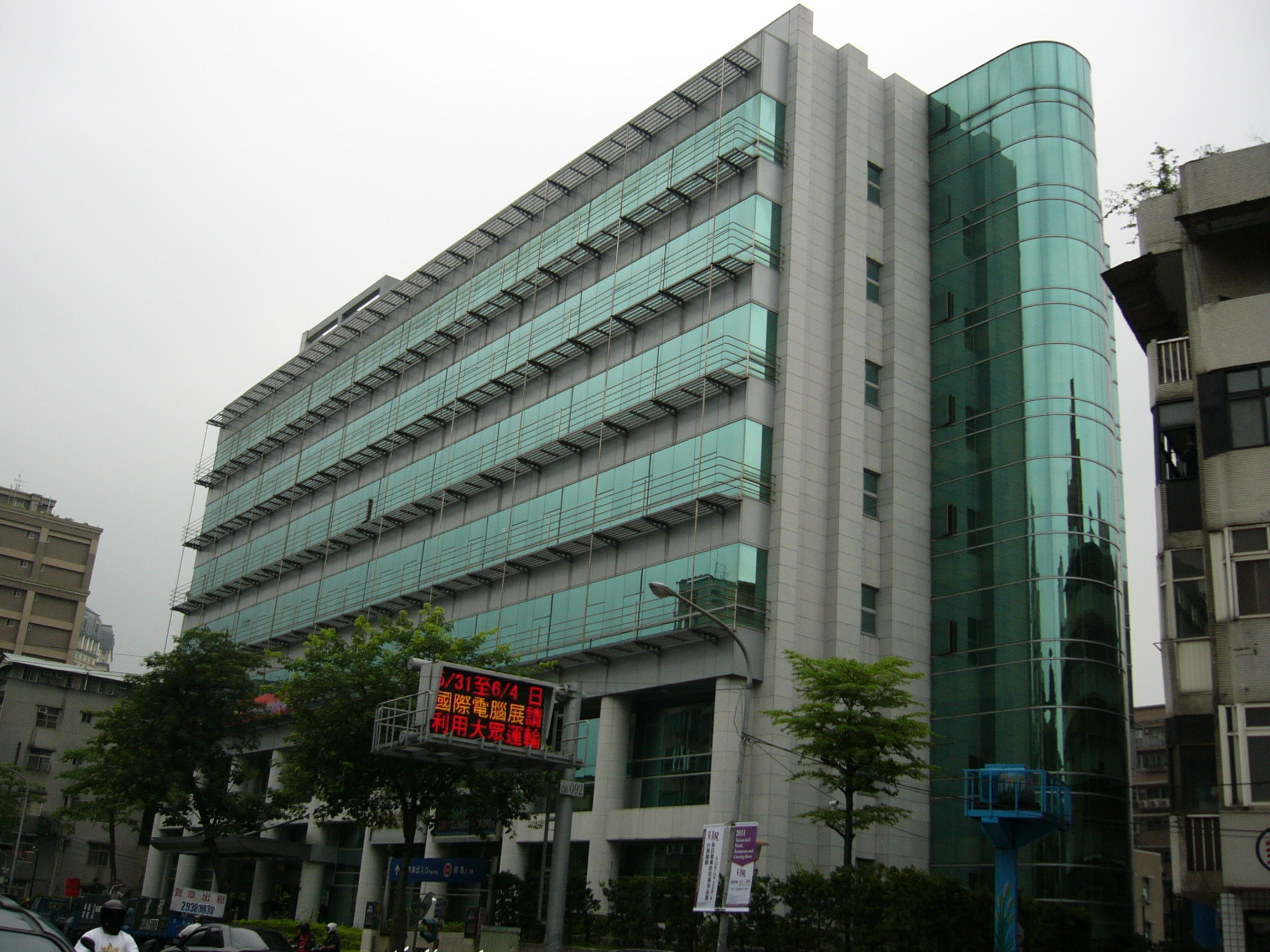
管理學院大樓

| 建築名稱         | 代號                        |
| ---------------- | --------------------------- |
| 新聞大樓         | J                           |
| 世界大廈         | W                           |
| 廣電大樓         | T                           |
| 圖書館           | L                           |
| 通識（綜合）大樓 | G                           |
| 廣播電視教學中心 | B                           |
| 管理學院大樓     | M                           |
| 舍我樓           | R（教學大樓） S（研究大樓） |
| 大禮堂           | A                           |
| 傳播大廈         | C                           |
| 全媒體大樓       | OM                          |
| 智能攝製基地     | V                           |

校內其他建築參見世新大學校園導覽地圖。

## 校園生活

### 圖書館

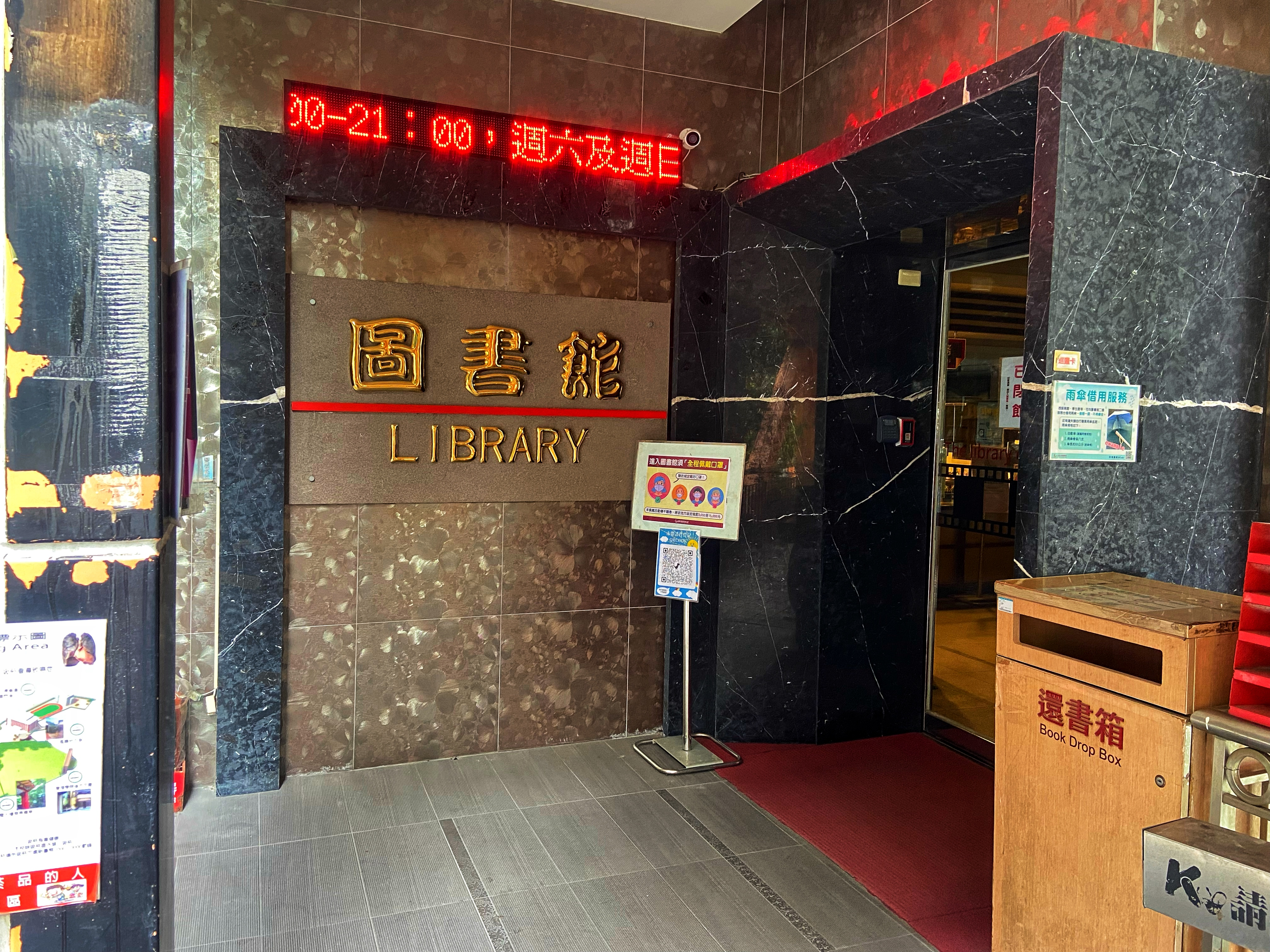
圖書館

世新圖書館於1956年設立，目前館址位於行政大樓左側，1986年正式啟用。館內設有期刊資訊室、圖書資訊室、光碟資料庫檢索區、漫畫區、視聽區、語言學習區、團體視聽室和三間閱覽室。

#### 館際合作
| | | |
| 優久大學聯盟 - 大同大學 - 中原大學 - 中國文化大學 - 東吳大學 - 淡江大學 - 逢甲大學 - 臺北醫學大學 - 輔仁大學 - 銘傳大學 - 實踐大學 - 靜宜大學 文山大聯盟 - 國立政治大學 - 中國科技大學 - 東南科技大學 - 景文科技大學 - 華梵大學 北區大學圖書館館際合作聯盟 - 國立中央大學 - 國立體育大學 - 元智大學 - 長庚大學 - 開南大學 - 明志科技大學 - 健行科技大學 - 聖約翰科技大學 - 龍華科技大學 - 萬能科技大學 - 南亞技術學院 - 中央警察大學 - 國防大學 - 陸軍專科學校 | 個別簽約 - 國立臺灣大學 - 國立清華大學 - 國立臺灣師範大學 - 國立臺北大學 - 國立東華大學 - 國立臺灣藝術大學 - 國立臺北藝術大學 - 國立臺灣科技大學 - 臺北市立大學 - 大葉大學 - 明道大學 - 朝陽科技大學 - 南臺科技大學 - 華夏科技大學 - 南開科技大學 - 馬偕醫學院 - 新北市立安康高級中學 - 新北市私立崇光高級中學 - 臺北市私立中山國民小學 中央研究院 - 人文社會科學研究中心圖書館 - 中國文哲研究所圖書館 - 人文社會科學聯合圖書館 - 民族學研究所 - 歷史語言研究所 | 國外館際合作 - 山東大學 - 山東女子學院 - 山東中醫藥大學 - 山東農業大學 - 同濟大學 - 西北大學 - 西華師範大學 - 延安大學 - 香港大學 - 南京大學 - 泰山醫學院 - 陝西理工學院 - 聊城大學 - 廈門理工學院 - 閩南師範大學 - 德州學院 - 瀋陽工業大學 |

### 學生宿舍
世新共設有二棟男生宿舍、二棟女生宿舍、三棟男女分層宿舍；由於學校佔地不廣，除了校本部第一宿舍及第二宿舍，其他（世新會館、寶慶女宿、興隆男宿、順安宿舍）皆位於校外。

### 社團及自治組織
學生社團總覽參見世新大學學務處網頁。世新全校性學生自治組織為世新大學學生會，下設有學生代表大會（立法）、監事會（預算監督）、選委會（選舉）、理事會（行政）。

### 校園活動

#### 舍我盃歌唱大賽
由傳播管理學系主辦的全國性歌唱比賽，目前已進入第18屆賽事。其中，第17屆賽事因2019冠狀病毒病疫情而宣布停辦。

## 人物

### 名譽博士
- 葉明勳[25][26]

## 榮譽
- 廣播電視電影學系校友徐漢強導演的劇情片《返校》獲得第56屆金馬獎十二個獎項提名，為該屆入圍作品最多[27][28]。
- 新聞學系校友李烈監製的動畫片《廢棄之城》及劇情片《消失的情人節》在第57屆金馬獎共獲得六個獎項，李在領獎台上感性表示：「做電影的人一定要有一些天真、一些浪漫、一些理想性，更重要的是，一定要有些任性。」[29][30][31]
- 廣播電視電影學系校友瞿友寧監製、新聞學系校友侯志堅配樂的劇情片《刻在你心底的名字》獲得第57屆金馬獎最佳攝影及最佳原創電影歌曲兩項獎[32][33][34]。

## 知名教授
- 華而誠:美國康乃爾大學獲得經濟學博士學位。先後曾於美國國民經濟研究局（NBER）、史丹福研究院（SRI International）、國際貨幣基金組織（IMF）與世界銀行（World Bank）、世新大學經濟系等機構服務，曾任中國建設銀行首席經濟學家、包商銀行首席經濟學家。[35][36]
- 薛琦:1969年畢業於台灣大學經濟系，1972年取得碩士學位。後至美國留學，1974年取得凱斯西儲大學經濟學碩士，1978年取得博士學位。在世界貿易組織進行服務貿易總協定談判中，薛琦擔任台灣主要談判代表。2008年，接任臺灣證券交易所董事長。江宜樺內閣時，出任政務委員兼福建省政府主席。現為世新大學經濟系客座教授。[37]
- 林輝煌:前法務部政務次長、前法務部司法官學院院長、前最高檢察署主任檢察官，現為世新大學法律系客座教授。
- 許澍林:前最高法院法官兼代庭長，世新大學法學院教授。
- 陳晴教:前臺灣高等法院法官兼庭長、臺灣警察專科學校兼任教授，世新大學法學院教授。
- 李師榮:公平交易委員會委員，世新大學法學院教授。
- 吳惠林:中華經濟研究院科技政策評估研究中心榮譽顧問，世新大學兼任教授。

## 外部連結
- 世新大學網站（页面存档备份，存于）
- 世新大學 Shih Hsin University的Facebook專頁粉絲團